# Down with the King (Album)
Down with the King, erschienen im Jahr 1993, ist das sechste Album von Run-D.M.C. Es ist dem Genre des Hip-Hop beziehungsweise dem Subgenre des Eastcoast-Hip-Hop zuzuordnen.

## Titel und Urheberschaft
Auf Down with the King sind 15 Songs zu hören. Neben Joseph Simmons (Run), Darryl McDaniels (D.M.C.) und Jason Mizell (Jam Master Jay) waren an der Entstehung dieser Songs auch andere Autoren beteiligt; weitere Musiker werden wegen der jeweils verwendeten Samples im Sinne des Copyrights als solche geführt: 
1. Down with the King (Simmons/McDaniels/Phillips/Penn/Rado/Ragni/McDermott)
2. Come on Everybody (Simmons/McDaniels/Davis)
3. Can I Get It, Yo (Simmons/McDaniels/Mizell/Smith/Sermon)
4. Hit ′Em Hard (Simmons/McDaniels/Coward/Criss/Gist)
5. To the Maker (McDaniels/Mizell)
6. 3 in the Head (Simmons/McDaniels/Mizell/H. Shocklee/Rinaldo/C. Shocklee/Donaldson)
7. Ooh, Watcha Gonna Do (Simmons/McDaniels/H. Shocklee/Rinaldo)
8. Big Willie (Simmons/McDaniels/Mizell/Shulman/Clayton-Thomas)
9. Three Little Indians (Simmons/McDaniels/Mizell/Parker/Allen)
10. In the House (Simmons/McDaniels/Phillips)
11. Can I Get a Witness (Simmons/McDaniels/Dupri)
12. Get Open (Simmons/McDaniels/Mizell/Parker/Scruggs/Smith)
13. What′s Next (Simmons/McDaniels/Dillon/Brown)
14. Wreck Shop (Simmons/McDaniels/Mizell/Bright/Williams/Johnson/Browne)
15. For 10 Years (McDaniels/Mizell)

## Aufnahme und Produktion
Aufgenommen wurde Down with the King in folgenden Studios: 
- The Hit Factory
- Sorcerer Sound
- Rockin′ Reel Recording Studios
- Unique Recording
- Soundtrack City
- Music Palace
- Axis Studios
- Doppler Studios

Die einzelnen Songs auf Down with the King wurden produziert von: 
- Run-D.M.C.
- Jam Master Jay
- Pete Rock
- Q-Tip
- EPMD
- Kay Gee
- The Bomb Squad
- Daniel Shulman
- Chyskills
- Jermaine Dupri
- Clifton “Specialist” Dillon

## Sampling und Sidemen
In den Liner Notes von Down with the King werden Samples von folgenden Musikern angegeben: 
- Hair (Broadway-Ensemble)
- Lou Donaldson
- A Tribe Called Quest
- Blood, Sweat & Tears
- LL Cool J
- Slick Rick
- Lonnie O. Smith
- Tenor Saw
- Reggie Stepper

Als Sidemen am Mikrofon beziehungsweise der Gitarre sind zu hören: 
- Pete Rock
- CL Smooth
- Q-Tip
- EPMD
- Tom Morello
- Onyx
- Mad Cobra

## Veröffentlichungen und Auskoppelungen
Down with the King wurde erstmals im Mai 1993 vom Label Profile Records veröffentlicht, das Album erschien als CD, LP und MC. In späteren Jahren wurde es von verschiedenen Labels wiederveröffentlicht.
Aus Down with the King wurden drei Singles ausgekoppelt: 
- Down with the King
- Can I Get It, Yo
- Ooh, Watcha Gonna Do

## Charts und Rezeption
Down with the King erreichte in den Album-Charts von Billboard als höchste Position Platz 7.
Die Rezensionen zu Down with the King waren zwar nicht überschwänglich aber durchaus wohlwollend. Die Musikdatenbank Allmusic führt das Album mit drei von fünf möglichen Sternen; dort ist unter anderem zu lesen: „Wenn auch weniger originell als ihre klassischen Alben, ist es doch verdammt innovativ.“  Das Musikmagazin Rolling Stone vergab dreieinhalb von fünf Sternen und kam zu folgendem Schluss: „Down with the King wird angetrieben von demselben ansteckendem Enthusiasmus und derselben In-Your-Face-Attitüde wie die frühen Klassiker von Run-D.M.C.“ 

## Trivia
Auf dem Schallplattencover von Down with the King tragen Run, D.M.C. und Jam Master Jay schwarze, militärisch anmutende Kleidung; ein deutlicher Bruch mit ihrem bis dahin typischen Style – basierend auf Adidas, Fedoras und Bling-Bling.